# Jämnbandad fältmätare
Jämnbandad fältmätare (Epirrhoe rivata) är en art av fjärilt som beskrevs av den tyske entomologen Jacob Hübner 1809–1813. Arten ingår i släktet Epirrhoe och familjen mätare. Arten är reproducerande i Sverige. Inga underarter finns listade i Catalogue of Life.

## Bildgalleri

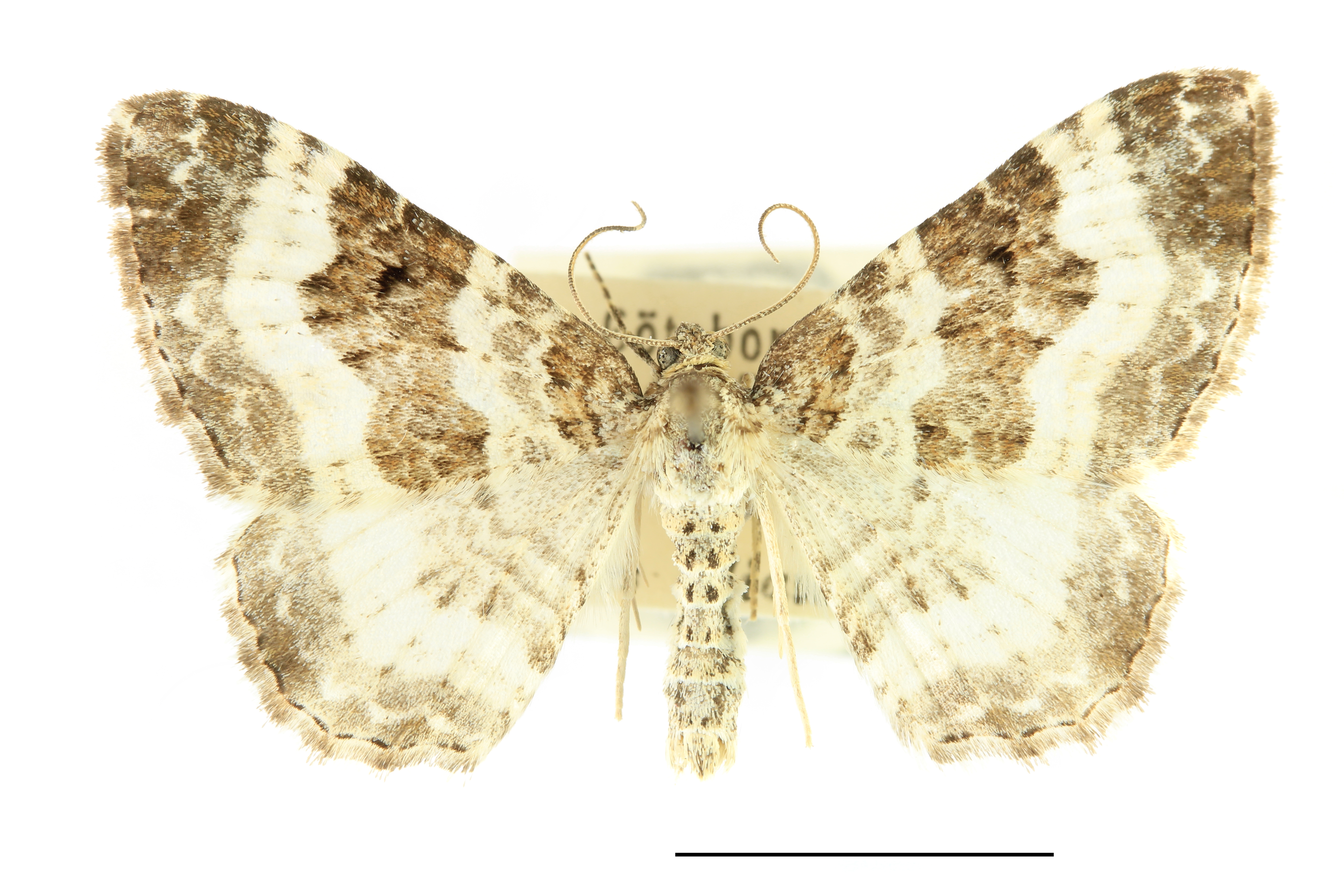
Jämnbandad fältmätare SLU, Uppsala
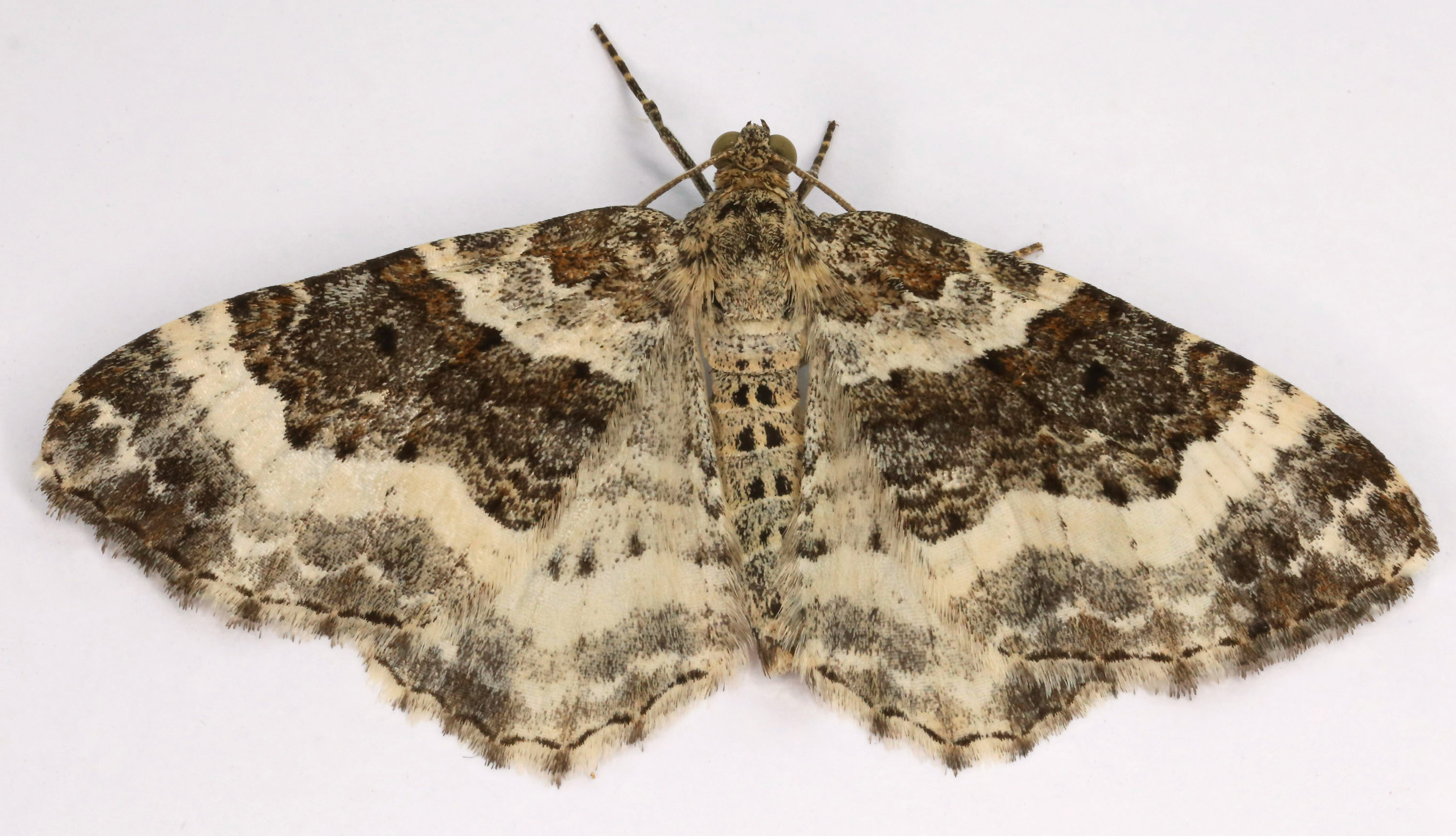
Jämnbandad fältmätare Trawsgoed, Wales
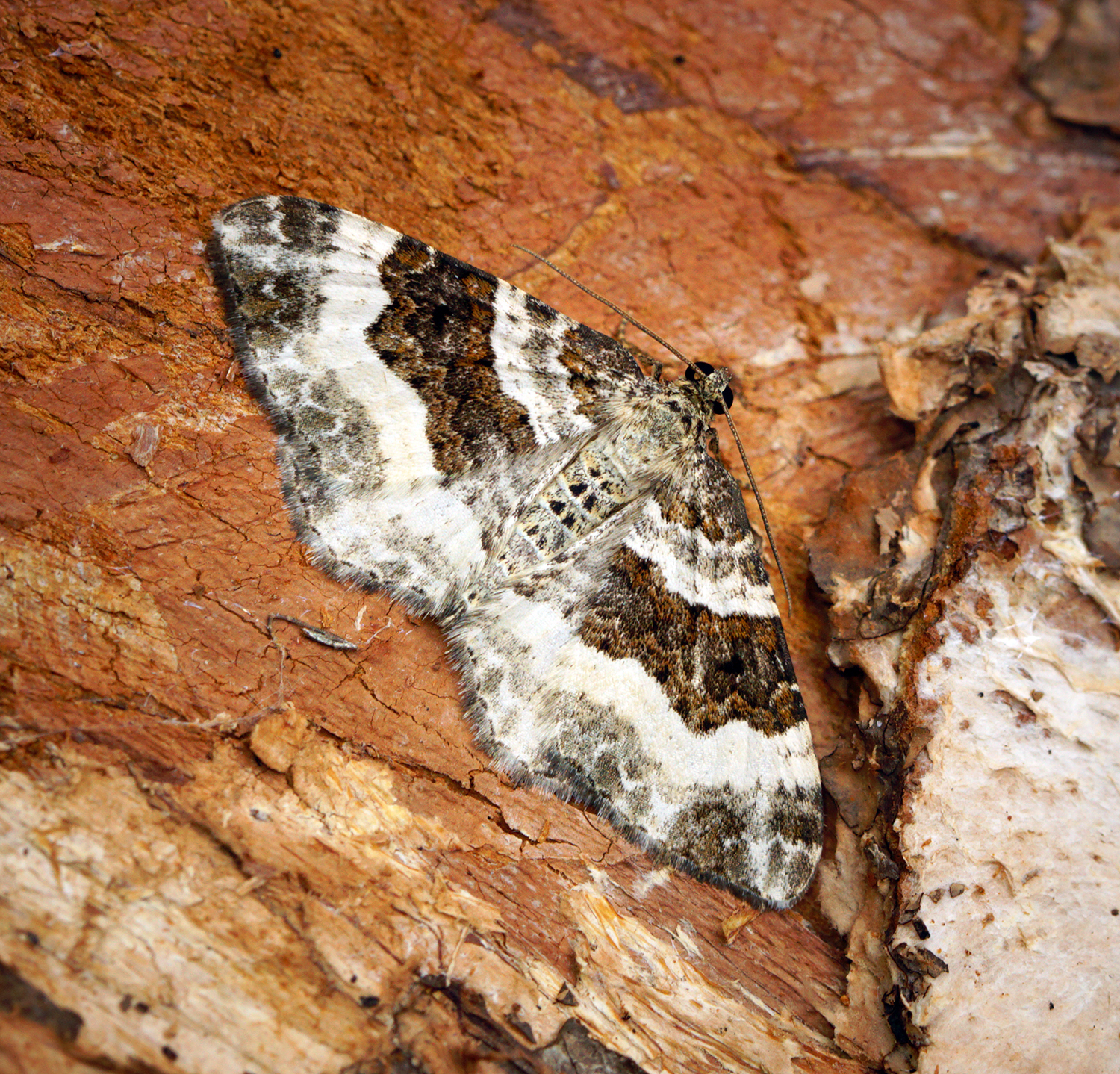
Jämnbandad fältmätare Stevenage, England